# Jacques de Carles
Pour les articles homonymes, voir Carles.
 (décembre 2020).
Jacques de Carles, né le 9 septembre 1724 à Saint-Émilion (Gironde) et mort le 24 mars 1803 au château Figeac à Saint-Émilion, est un général de division de la Révolution française.

## États de service
En 1740, il est page du roi en la Grande Écurie et le 28 août 1743, il est lieutenant au régiment de Poitou-infanterie. De 1745 à 1748, il fait les campagnes en Flandre, en Allemagne et en Italie. Il est nommé capitaine le 9 mai 1747, aide-major le 30 novembre 1751, et capitaine aux grenadiers de France le 27 février 1757. Il est blessé le 1er août 1759 à la bataille de Minden
Le 1er novembre 1760, il assume les fonctions d’aide-major général de l’armée du maréchal de Broglie. Il est nommé major du régiment des grenadiers de France avec le grade de colonel d’infanterie le 19 mai 1761. Le 13 août 1765, il est nommé lieutenant-colonel, et le 4 août 1771 il est colonel au régiment provincial de Montauban. Le 18 avril 1776 il commande le régiment de Rohan-Soubise infanterie. 
Il est promu général de brigade le 1er mars 1780, et le 15 février 1792, il est employé à l’armée du maréchal de Rochambeau. Il est élevé au grade de général de division le 7 mai 1792 à l’armée du nord, commandant successivement Dunkerque puis Boulogne en octobre 1792. Le 18 juin 1793, il prend la ville d'Ypres, qu'il a assiégée, mais il est obligé de l'abandonner le 30 juin suivant. Le 12 septembre 1793, il demande sa mise à la retraite, qu’il obtient le 9 juillet 1794.
Il meurt le 24 mars 1803 dans son château à Saint-Émilion. 